# Carnaval de Limós
El Carnaval de Limós (Limoux, en francès) és un carnaval singular que se celebra durant tres mesos a la vila occitana de Limós. Durant aquest període (de gener a març), cada dissabte i cada diumenge surt a la plaça una de la trentena llarga de colles (bandes en francès, fécos en occità) que hi ha a la ciutat. Els membres de la colla van degudament disfressats i acompanyats d'un grup de músics al so de les músiques tradicionals d'aquesta festa.

## L'origen
L'origen d'aquest peculiar Carnaval és probablement medieval, de quan a Limós hi havia –a part de les vinyes de mausac, el raïm autòcton– un conreu important de blat i una important activitat farinera: quatre molins hidràulics vora el riu Aude, i nombrosos molins de vent. Bona part de la farina era exportada cap a territori de la Corona d'Aragó, a través del coll fronterer de Sant Lluís, l'únic pas natural i assequible,un xic més enllà de Quillan (en aquella època el Rosselló i tota la Catalunya Nord encara no pertanyia a la Corona francesa i les comunicacions hi eren inexistents degut al terreny abrupte i engorjat). Els combois de carros dels moliners (meuniers, en francès) recorrien aquesta distància de 45 km. passant forçosament –tant a l'anar com al tornar– pel centre de Limós i la seva plaça, on passava l'única via, coneguda com el “camí fariner”. Sembla que a l'hora del retorn, si havien fet bons negocis, s'aturaven a la plaça a celebrar-ho ballant al so d'orquestres improvitzades, i llançant confits i grapats de farina (de la que els havia quedat al fons dels carros) als badocs que s'ho miraven.

## El funcionament
Cada any, el dia d'inici del Carnaval, dit “el dia dels Moliners” (le jour des Meuniers, en francès) surt el Comitè organitzador del Carnaval. En record d'aquest origen.
Després, durant els tres mesos de durada, cada dissabte i cada diumenge surt una colla diferent. Alguns dies, són dues colles que es van alternant simultàniament. I un dels dies, normalment a primers de març, surten totes les colles alhora. Finalment, el darrer dia, el de la Crema, surt la darrera colla de la temporada i es fa la paròdia d'un suposat judici al ninot que representa el Carnaval que acaba irremeiablement a la foguera. Aquest dia, tots els parlaments i debats del judici es fan en occità, començant amb el tradicional crit “Poble de Limós!” i acabant amb el de “Foc al tiol e l'aïgo leng!” (“foc al cul i l'aigua lluny!). D'aquestes colles (en francès, bandes), se'n diuen –en occità– els fécos. El dia de la Crema sol coincidir, a més, amb la Festa de la Blanqueta, el vi escumós que es produeix en aquesta localitat.
Cada colla, el dia que surt, ho fa tres cops: a les 11 del matí, a les 5 de la tarda, i a les 10 del vespre. Cada cop fan únicament una volta a la plaça central de Limós (la Plaça de la República), que és en bona part porxada. Fer la volta a la plaça, no obstant, sol durar una hora i mitja, ja que fan nombroses parades a diferents bars, abans de reprendre de nou la música i la dansa fins al bar següent. La sortida del vespre va precedida per dues grans torxes, que van obrint el pas de la comitiva.
Cada colla té un vestuari específic que la caracteritza. Però en tots els casos ha de cobrir-los completament el cos, sense poder mostrar cap bri de pell o de cabells. Així, a més de les màscares, van coberts de dalt a baix, amb caputxa i guants inclosos, de manera que ha de ser impossible de ser reconeguts. El vestuari (d'aire noble) i les màscares són dissenyats per a cada colla, fet que els dona un sentit d'unitat. Els membres de la colla, porten, a més, una canyeta llarga i flexible, sovint també decorada, que els permet de seguir la melodia de la música amb petits moviments, així com tocar lleugerament el cap d'algú del públic per a indicar-li que el coneix. D'aquesta canyeta se'n diu la carabène.
Cada colla té un nom. Algun d'aquests noms es refereix al barri on ha estat creada. Altres, fan referència a un ofici. I altres a paraules occitanes característiques, com per exemple els Remenils (els moguts) o els Brounzinaïres (els sorollosos). D'ençà el 1972, amb l'aparició d'una colla exclusivament formada per dones, Las Femnos, es va feminitzar definitament la festa. Més tard s'hi va afegir la colla de Las Piotos (les pubilles), i la immensa majoria de colles admeten indistintament homes i dones.
Les colles es regeixen per unes normes estrictes. Cada colla ha de tenir un mínim de 15 membres titulars. Per accedir-hi algú de nou, ha de ser cooptat per tots els titulars, que en valoren l'afinitat amb el grup. El dia de sortida a la plaça es regula per un calendari preestablert, de manera que la colla que té el privilegi de sortir l'últim dia del Carnaval (a la Cremada), l'any següent passa a sortir el segon dia, i així successivament.

## Els músics
L'orquestra que segueix cada colla està composta per 13 músics: trompetes, 2 clarinets, 2 trombons de vares, bombardí, baríton, tuba, i la percussió amb tambor i timbal. Les músiques són del repertori folklòric específic de Limós, algunes acompanyades de paraules picaresques en occità. Són peces que han estat escrites per músics cèlebres de Limós, ja desapareguts en la seva majoria, tot i que se n'hi pot haver afegit de més recents i actuals. Cada banda tria d'entre aquest repertori les peces que li semblen més apropiades. Els ritmes del matí són més airosos, mentres que a la darrera sortida (la del vespre) són mes lents. Tot i així, el ritme el marquen tres membres de la colla (els Meneurs) que es poden justament davant dels músics, adquirint així un rol protagonista en la desfilada, ja que d'ells depèn la progressió més lenta o ràpida de la comitiva.

## El públic
El públic els fa passadís sota els porxos i els membres de la colla, a més de seguir els suaus moviments tradicionals al so de la música, porten bosses plenes de confeti que de tant en tant tiren al públic o el refreguen afectuosament al cap d'algun dels espectadors que, evidentment, s'ha de deixar fer sense oposició. Els espectadors es limiten a fer de badocs, ja que els únics protagonistes són la colla amb els seus músics. Si algú vol afegir-se a la comitiva ho ha de fer darrere els músics, però sempre a condició de respectar les normes estrictes d'aquest carnaval: ben tapat amb màscara i guants i sense mostrar cap part del cos (ni coll, ni cabells, ni cames ni braços...) i seguint els compassos que marquen els músics. Aquests eventuals espontanis són coneguts com els goudils. Normalment hi ha pocs espontanis i en ocasions cap, ja que els veritables protagonistes són la colla (el fécos) del dia amb llurs músics.